# Polypedilum quinquesetosum
Polypedilum quinquesetosum är en tvåvingeart som först beskrevs av Edwards 1931.  Polypedilum quinquesetosum ingår i släktet Polypedilum och familjen fjädermyggor. Inga underarter finns listade i Catalogue of Life.